# L'Aquila Calcio 1998-1999
Questa voce raccoglie le informazioni riguardanti la società sportiva L'Aquila Calcio nelle competizioni ufficiali della stagione 1998-1999.

## Stagione
Per L'Aquila Calcio, la stagione 1998-1999, che ha sancito il ritorno dei rossoblù tra i professionisti 4 anni dopo il fallimento del 1994, è stata la 5ª in Serie C2 e la 24ª complessiva nel quarto livello del campionato di calcio italiano. Durante la stagione il club ha inoltre partecipato per la 5ª volta alla Coppa Italia Serie C, disputando il Girone H, vinto dall'Astrea Roma.
Terminato il rapporto con i fratelli Sanderra, artefici dell'esaltante stagione precedente conclusa dai rossoblù al 1º posto nel proprio girone del Campionato Nazionale Dilettanti, la squadra venne affidata al tecnico emergente Aldo Ammazzalorso. Pur essendo allestita per fare un campionato tranquillo, L'Aquila si mise in luce nella prima parte del torneo per qualità del gioco e risultati, contendendo la vetta del girone alle più attrezzate compagini di Catania e Messina. Nella parte intermedia della stagione, tuttavia, L'Aquila non riuscì a trovare continuità e scivolò inevitabilmente nella parte medio-bassa della classifica, per poi riprendersi sul finire del campionato classificandosi in 6ª posizione, a soli due punti dai play-off.
La stagione fu caratterizzata da un episodio singolare avvenuto il 18 ottobre 1998, durante la gara casalinga con il Chieti, quando il capitano Rosario Italiano rispose platealmente al pubblico che ne stava contestando il rendimento; su iniziativa del presidente Valentini il giocatore venne fatto allontanare dal terreno di gioco e L'Aquila, che aveva terminato i cambi, concluse volontariamente la partita in inferiorità numerica. Italiano fu poi ceduto durante la sessione invernale del calciomercato.

## Rosa
| N. |                   | Ruolo | Calciatore                   |
| -- | ----------------- | ----- | ---------------------------- |
|    | Italia (bandiera) | P     | Maurizio Battistini          |
|    | Italia (bandiera) | P     | Francesco Verde              |
|    | Italia (bandiera) | D     | Alessandro Cagnale           |
|    | Italia (bandiera) | D     | Luca Ceretta                 |
|    | Italia (bandiera) | D     | Massimo De Amicis            |
|    | Italia (bandiera) | D     | Davide Giansante             |
|    | Italia (bandiera) | D     | Daniele Gregori              |
|    | Italia (bandiera) | D     | Raffaele Perna               |
|    | Italia (bandiera) | D     | Michele Scotti Di Uccio      |
|    | Italia (bandiera) | C     | Filippo Antonelli Agomeri    |
|    | Italia (bandiera) | C     | Giuseppe Barone              |
|    | Italia (bandiera) | C     | Giuseppe Cristian Ciaramella |

| N. |                   | Ruolo | Calciatore              |
| -- | ----------------- | ----- | ----------------------- |
|    | Italia (bandiera) | C     | Daniele Cinelli         |
|    | Italia (bandiera) | C     | Luigi Condò             |
|    | Italia (bandiera) | C     | Valerio Gazzani         |
|    | Italia (bandiera) | C     | Rosario Italiano        |
|    | Italia (bandiera) | C     | Carmine Leone           |
|    | Italia (bandiera) | C     | Marco Marchetti         |
|    | Italia (bandiera) | C     | Enrico Porro            |
|    | Italia (bandiera) | A     | Alessandro Costa        |
|    | Italia (bandiera) | A     | Daniele Guerzoni        |
|    | Italia (bandiera) | A     | Marco Neroni            |
|    | Italia (bandiera) | A     | Antonio Rebesco         |
|    | Italia (bandiera) | A     | Francesco Paolo Tribuna |

## Risultati

### Serie C2 - girone C

#### Girone di andata
| Arbitro: | Gazzi (Torino) |

|                         |           |                      |
| Tribuna 19’ Cagnale 67’ | Marcatori | 15’ (rig.) D'Isidoro |

| Arbitro: | D'Agostini (Frosinone) |

|  |           |               |
|  | Marcatori | 23’ De Amicis |

| Arbitro: | Cruciani (Pesaro) |

|  |           |                           |
|  | Marcatori | 35’ Ilario 53’ Cianchetta |

| Arbitro: | Linfatici (Viareggio) |

|  |           |               |
|  | Marcatori | 71’ De Amicis |

| Arbitro: | Bernabini (Roma) |

|                      |           |  |
| Marchetti 71’ (rig.) | Marcatori |  |

| Arbitro: | Girardi (San Donà di Piave) |

|              |           |                      |
| Maurelli 58’ | Marcatori | 21’ (aut.) Tagliente |

| Arbitro: | Cruciani (Pesaro) |

|              |           |                    |
| Neroni 90+3’ | Marcatori | 60’, 72’ Terzaroli |

| Arbitro: | Ardito (Bari) |

|                          |           |  |
| Federici 46’ Galeano 73’ | Marcatori |  |

| Arbitro: | Ledda (Alghero) |

|              |           |                  |
| R. Perna 41’ | Marcatori | 27’ (rig.) Selva |

| L'Aquila 8 novembre 1998 10ª giornata | L'Aquila        | 0 – 0 | Castrovillari | Stadio Tommaso Fattori\| Arbitro: \| Micoli (Tivoli) \| |
| Arbitro:                              | Micoli (Tivoli) |       |               |                                                         |

| Arbitro: | Alario (Civitavecchia) |

|            |           |  |
| Lugnan 69’ | Marcatori |  |

| L'Aquila 29 novembre 1998 12ª giornata | L'Aquila              | 0 – 0 | Sora | Stadio Tommaso Fattori\| Arbitro: \| Santoro (Domodossola) \| |
| Arbitro:                               | Santoro (Domodossola) |       |      |                                                               |

| Torre del Greco 6 dicembre 1998 13ª giornata | Turris           | 0 – 0 | L'Aquila | Stadio Amerigo Liguori\| Arbitro: \| Verrucci (Fermo) \| |
| Arbitro:                                     | Verrucci (Fermo) |       |          |                                                          |

| Casarano 13 dicembre 1998 14ª giornata | Casarano                  | 0 – 0 | L'Aquila | Stadio Amerigo Liguori\| Arbitro: \| Dondarini (Finale Emilia) \| |
| Arbitro:                               | Dondarini (Finale Emilia) |       |          |                                                                   |

| Arbitro: | Bianco (Mestre) |

|               |           |            |
| De Amicis 55’ | Marcatori | 31’ Di Meo |

| Tricase 23 dicembre 1998 16ª giornata | Tricase             | 0 – 0 | L'Aquila | Stadio San Vito\| Arbitro: \| Carlucci (Molfetta) \| |
| Arbitro:                              | Carlucci (Molfetta) |       |          |                                                      |

| Arbitro: | Tomasi (Conegliano) |

|               |           |  |
| Marchetti 29’ | Marcatori |  |

#### Girone di ritorno
| Arbitro: | Morganti (Ascoli Piceno) |

|                           |           |                            |
| Bertuccelli 25’ Marra 41’ | Marcatori | 50’ Marchetti 76’ R. Perna |

| Arbitro: | Bonin (Trieste) |

|                |           |                |
| Ciaramella 19’ | Marcatori | 67’ Campilongo |

| Cava de' Tirreni 24 gennaio 1999 20ª giornata | Cavese           | 0 – 0 | L'Aquila | Stadio Simonetta Lamberti\| Arbitro: \| Bernabini (Roma) \| |
| Arbitro:                                      | Bernabini (Roma) |       |          |                                                             |

| Arbitro: | Ledda (Alghero) |

|               |           |            |
| De Amicis 50’ | Marcatori | 63’ Torino |

| L'Aquila 7 febbraio 1999 22ª giornata | Trapani          | 0 – 0 | L'Aquila | Stadio Polisportivo Provinciale\| Arbitro: \| Verrucci (Fermo) \| |
| Arbitro:                              | Verrucci (Fermo) |       |          |                                                                   |

| Arbitro: | Belloli (Bergamo) |

|                          |           |  |
| Guerzoni 43’ Cagnale 50’ | Marcatori |  |

| Arbitro: | Alario (Civitavecchia) |

|                             |           |  |
| Sgherri 42’ Grosso 44’, 70’ | Marcatori |  |

| Arbitro: | Girardi (San Donà di Piave) |

|            |           |  |
| Neroni 22’ | Marcatori |  |

| Arbitro: | Zaltron (Bassano del Grappa) |

|                                       |           |  |
| Marsich 15’ Bevo 35’ C. Di Napoli 80’ | Marcatori |  |

| Castrovillari 21 marzo 1999 27ª giornata | Castrovillari | 0 – 0 | L'Aquila | Stadio Mimmo Rende\| Arbitro: \| Ciampi (Pisa) \| |
| Arbitro:                                 | Ciampi (Pisa) |       |          |                                                   |

| Arbitro: | Battistella (Conegliano) |

|                       |           |                       |
| Antonelli Agomeri 83’ | Marcatori | 26’ Lugnan 54’ Monaco |

| Arbitro: | Belloli (Bergamo) |

|                     |           |                      |
| Campanile 5’ (rig.) | Marcatori | 22’ (rig.) De Amicis |

| Arbitro: | Silvestrini (Macerata) |

|              |           |  |
| Guerzoni 58’ | Marcatori |  |

| Arbitro: | Ardito (Bari) |

|              |           |  |
| Guerzoni 71’ | Marcatori |  |

| Gela 2 maggio 1999 32ª giornata | Juveterranova Gela | 0 – 0 | L'Aquila | Stadio Vincenzo Presti\| Arbitro: \| Gasparoni (Ancona) \| |
| Arbitro:                        | Gasparoni (Ancona) |       |          |                                                            |

| Arbitro: | Pieri (Genova) |

|           |           |  |
| Leone 67’ | Marcatori |  |

| Arbitro: | Morganti (Ascoli Piceno) |

|  |           |                                   |
|  | Marcatori | 10’ (rig.) Guerzoni 29’ De Amicis |

### Coppa Italia Serie C

#### Girone M
| Arbitro: | Verrucci (Fermo) |

|  |           |                  |
|  | Marcatori | 66’ (rig.) Carli |

| 26 agosto 1998 2ª giornata |  | – Turno di riposo L'Aquila |  |  |

| Arbitro: | Ciccoianni (Ascoli Piceno) |

|              |           |                                    |
| Liverani 40’ | Marcatori | 48’ Tribuna 51’ Neroni 90+3’ Porro |

| Arbitro: | Amato (Castellammare di Stabia) |

|             |           |  |
| Tribuna 19’ | Marcatori |  |

| Arbitro: | Strocchia (Nola) |

|                  |           |                                   |
| Sgrigna 20’, 40’ | Marcatori | 43’ De Amicis 90+1’ (rig.) Neroni |

## Statistiche

### Statistiche di squadra
| Competizione         | Punti | In casa | In casa | In casa | In casa | In casa | In casa | In trasferta | In trasferta | In trasferta | In trasferta | In trasferta | In trasferta | Totale | Totale | Totale | Totale | Totale | Totale | DR  |
| Competizione         | Punti | G       | V       | N       | P       | Gf      | Gs      | G            | V            | N            | P            | Gf           | Gs           | G      | V      | N      | P      | Gf     | Gs     | DR  |
| -------------------- | ----- | ------- | ------- | ------- | ------- | ------- | ------- | ------------ | ------------ | ------------ | ------------ | ------------ | ------------ | ------ | ------ | ------ | ------ | ------ | ------ | --- |
| Serie C2             | 52    | 17      | 8       | 6       | 3       | 16      | 11      | 17           | 6            | 4            | 7            | 21           | 15           | 34     | 14     | 10     | 10     | 37     | 26     | +11 |
| Coppa Italia Serie C | -     | 2       | 1       | 0       | 1       | 1       | 1       | 2            | 1            | 1            | 0            | 5            | 3            | 4      | 2      | 1      | 1      | 6      | 4      | +2  |
| Totale               | -     | 19      | 9       | 6       | 4       | 17      | 12      | 19           | 7            | 5            | 7            | 26           | 18           | 38     | 16     | 11     | 11     | 43     | 30     | +13 |